# Gloriana (film)
Gloriana è un film TV del 2000, ed è la versione televisiva dell'opera lirica Gloriana di Benjamin Britten ispirata alla vicenda storica avvenuta nel periodo in cui in Inghilterra regnava la Regina Elisabetta I. Il film TV è diretto da Phyllida Lloyd.